# Hanieh Rostamian
Hanieh Rostamian (in persiano هانیه رستمیان‎; Teheran, 11 settembre 1998) è una tiratrice a volo iraniana.
Ha partecipato ai Giochi di Tokyo 2020, rappresentando il suo Paese alla cerimonia di apertura dei Giochi, e gareggiando nelle categorie della Pistola a 10m, individuale e a squadre, e 25m.
Ha vinto 1 argento alle Universiadi del 2019.